# Sächsische Landwehr
Die Sächsische Landwehr und die benachbarten Hennebergischen Landwehren sind ehemalige Verteidigungsanlagen zwischen Kursächsischen, Hennebergischen und Würzburgischen Besitzungen. Ihre Reste (Wälle und Gräben) findet man heute in dem Gebiet südlich des Thüringer Waldes, die Sächsische Landwehr vollständig im Landkreis Hildburghausen im Süden von Thüringen.

## Geschichte

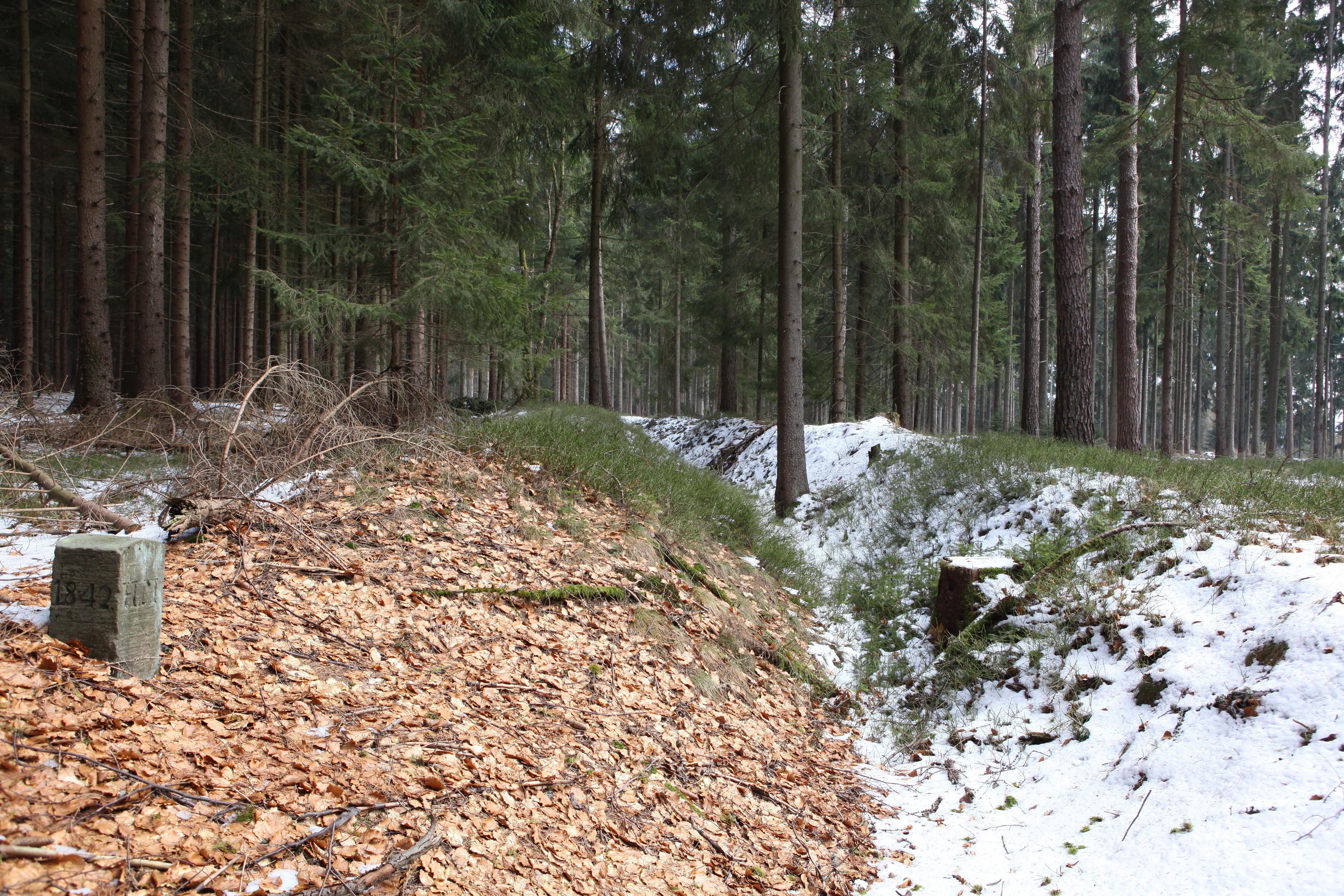
Landwehr Am Heckenbühl bei Bürden

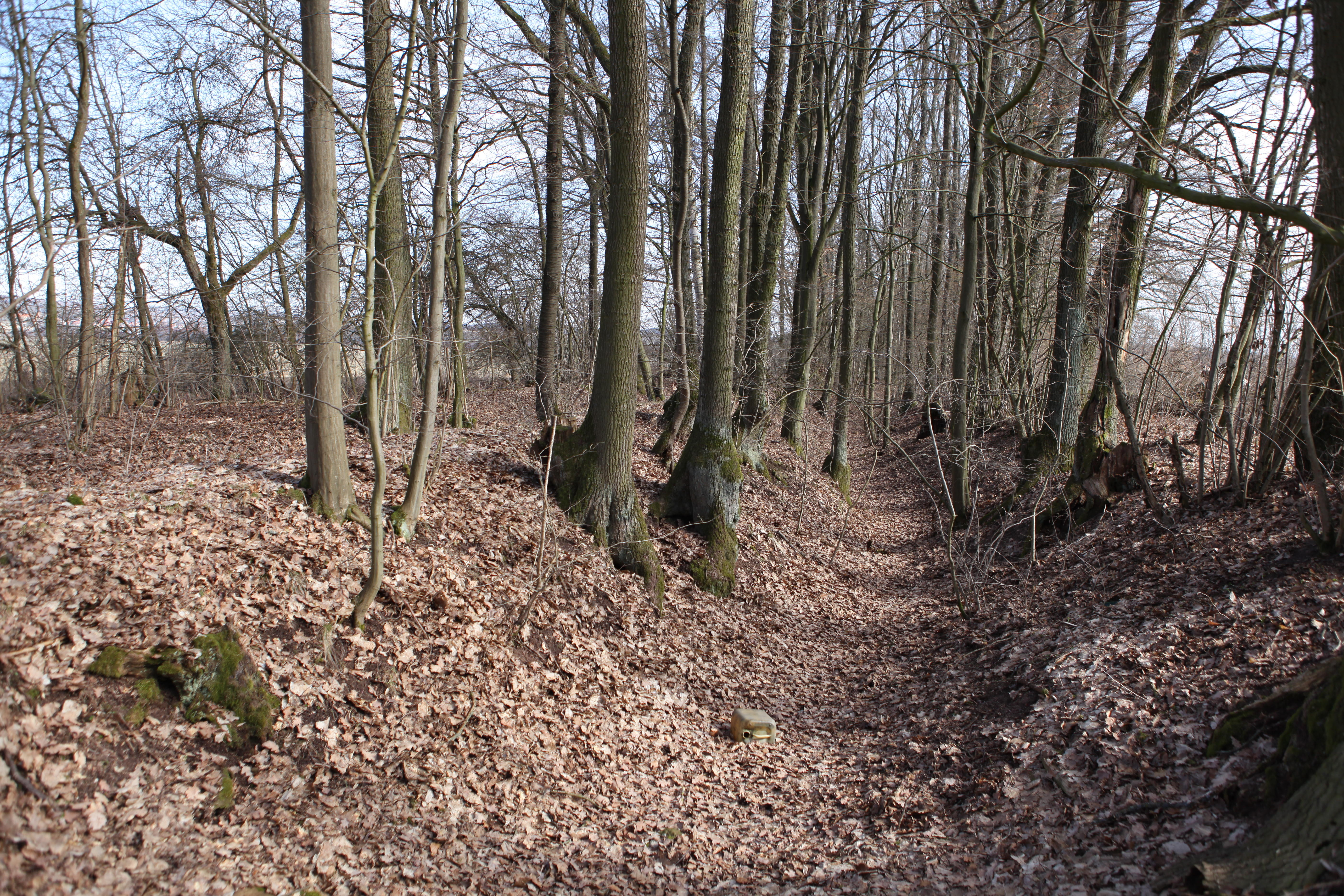
Landwehr bei Roth

Die Errichtung der durchgehenden Landwehr begann nach 1440, etwa 70 Jahre, nachdem die Pflege Coburg und mit ihr die grenznahen Regionen Heldburger Land, Hildburghausen und Eisfelder Land aus hennebergischem in sächsischen Besitz übergegangen war. Zu dieser Zeit hatten sich die „Ortslande in Franken“ zu einem abgelegenen aber bedeutenden Brennpunkt der Interessen der Erblinien der Kurfürstenfamilie und wichtiger Adelsfamilien im erstarkenden Kurfürstentum Sachsen entwickelt. Verschiedene Mitglieder des Hauses Wettin residierten in Coburg und in Sonneberg. Die Burggrafen von Meißen aus der Familie Sterker von Wohlsbach, die Vorfahren der Meinheringer, waren im Coburger Land begütert gewesen, hatten ihre Allodien aber noch an das Herzogtum Meranien verloren, aus dessen Erbmasse diese an die Henneberger übergingen.
Als Grund für die Errichtung der aufwendigen Grenzanlage nennt ein Vertrag zwischen dem Wettiner Landgrafen Wilhelm von Thüringen und dem Grafen Georg von Henneberg-Aschach-Hartenberg von 1424 umb besseres Frides, Nutz und Schirmes willen Unser Lande Lüte und Herrschafft, doch dürfte die Möglichkeit, an den Handelswegen zwischen den prosperierenden Marktflecken beiderseits der Grenzen Zölle zu erheben, ein mindestens ebenso gewichtiges Motiv gewesen sein. Jedenfalls wurden die Bewohner aufgefordert, die Durchlässe ("Schlege") getreulich (zu) bewaren und nymand dadurch zu lassen, von dem sie wüsten, das es Uns Unser Land und Lüten Schaden fügen oder brengen möchte. An der Grenze zwischen dem kursächsischen Amt Hildburghausen und dem Henneberg-Aschacher Gericht Römhild, das von der Aschacher Line allmählich zur Residenz ausgebaut wurde, in und bei Zeilfeld findet sich der älteste Teil der Landwehr. Ebenso wurden schon 1424 ein Schlag zwischen Linden und Haubinda an der Grenze vom kursächsischen Amt Heldburg zu Römhild und die Abzweigung der Henneberger Landwehr, die ebenfalls 1424 begonnen und 1518 vervollständigt wurde, und ein Schlag bei Gompertshausen an der Grenze vom Amt Heldburg zum Bistum Würzburg erwähnt. Bis 1518 wurden auch die Grenzabschnitte von den Ämtern Eisfeld und Hildburghausen zur gefürsteten Grafschaft Henneberg-Schleusingen, Ämter Schleusingen und Themar, mit Schlägen an den vielbenutzten Straßen bei Poppenwind, bei Wiedersbach und bei Reurieth gleichermaßen gesichert. 1578 und 1598 (Fürstentum Sachsen-Coburg) und 1842 (Sachsen-Meiningen zum Königreich Preußen, Kreis Henneberg und zum Königreich Bayern) wurden die Grenzverläufe von den jeweiligen Landesbehörden neu versteint.

## Bauweise
Die Sächsische Landwehr wurde auf kursächsischem Gebiet errichtet und bestand in unterschiedlichen Kombinationen aus Wällen, Gräben und einem sogenannten Hag, worunter man Gebüsch- und Waldstreifen verstand. Es gab einfache und doppelte Gräben. Die ausgehobene Erde wurde zu Wällen aufgeschüttet. Gräben waren so breit angelegt, dass sie ein Pferd nicht überspringen konnte. Die Landwehr mit Graben und Wall war 8 bis 15 Meter breit, bei doppelten Gräben noch breiter. Die Tiefe der Gräben war unterschiedlich und dürfte mehr als zwei Meter betragen haben. Der Hag war an manchen Abschnitten 150 Meter breit, durch Knicken der jungen Triebe entstand ein undurchdringliches Gebüsch.
Es gab zahlreiche Abweichungen vom wirklichen Grenzverlauf, was zu Grenzstreitigkeiten führte. Durchlässe in unregelmäßigen Abständen ermöglichten den Grenzverkehr, sie konnten durch Gatter und Schranken (solche gab es auch an den Dorfzugängen) verschlossen werden. Für die Bedienung der Durchlässe war ein Landwehrbereiter, später ein Forstbereiter zuständig. Die Instandhaltung der Anlage wurde durch Frondienst gesichert, der ungern übernommen wurde. Zeitweise verweigerten Dörfer den Dienst. Entsprechend schnell verfielen die Landwehranlagen.

## Lage
Die Sächsische Landwehr begann im Norden bei Lichtenau, heute Teil von Biberau (Gemeinde Schleusegrund) östlich von Schleusingen, führte über Wiedersbach, Ebenhards, Zeilfeld, Simmershausen, dann zwischen Schlechtsart und Linden weiter nach Albingshausen und endete nach 61 Kilometern im Süden zwischen Poppenhausen (Gemeinde Heldburg) und Gleismuthausen. Bei Linden zweigte die Hennebergische Landwehr ab. Bei Brattendorf erinnert der Name der ehemaligen Dampfziegelei "Roter Haag" an die bepflanzte Landwehr (vgl. Heege, Hag, Haag oder auch „Hecke“). Entlang der Sächsischen Landwehr verläuft die Südhennebergische Staffelung als Dialektgrenze. Sie grenzt das Itzgründische im Osten vom Rennsteig nach Süden verlaufend vom Hennebergischen und Grabfeldischen ab.
Zur Zeit der deutschen Teilung wurden Teile des südlichen Abschnitts der alten Landwehr zur innerdeutschen Grenze.